# Gynoplistia gilvipennis
Gynoplistia gilvipennis är en tvåvingeart som beskrevs av Alexander 1928. Gynoplistia gilvipennis ingår i släktet Gynoplistia och familjen småharkrankar. Inga underarter finns listade i Catalogue of Life.